# Liste der Biografien/Plo
Liste der Biografien |
Portal Biografien |
Personensuche
# |
A |
B |
C |
D |
E |
F |
G |
H |
I |
J |
K |
L |
M |
N |
O |
P |
Q |
R |
S |
T |
U |
V |
W |
X |
Y |
Z |
?
 
Pa |
Pc |
Pe |
Pf |
Ph |
Pi |
Pj |
Pk |
Pl |
Pm |
Pn |
Po |
Pr |
Ps |
Pt |
Pu |
Pv |
Pw |
Py
 
Pla |
Ple |
Plh |
Pli |
Plj |
Pll |
Pln |
Plo |
Pls |
Plu |
Ply
Die Liste der Biografien führt alle Personen auf, die in der deutschsprachigen Wikipedia einen Artikel haben. Dieses ist eine Teilliste mit 292 Einträgen von Personen, deren Namen mit den Buchstaben „Plo“ beginnt.

## Plo

### Plob
- Ploberger, Herbert (1902–1977), österreichischer Kostümbildner
- Ploberger, Isabella (1913–2002), österreichische Filmarchitektin
- Ploberger, Karl (* 1959), österreichischer Journalist, Moderator und SachbuchautorKarl Ploberger (* 1959)

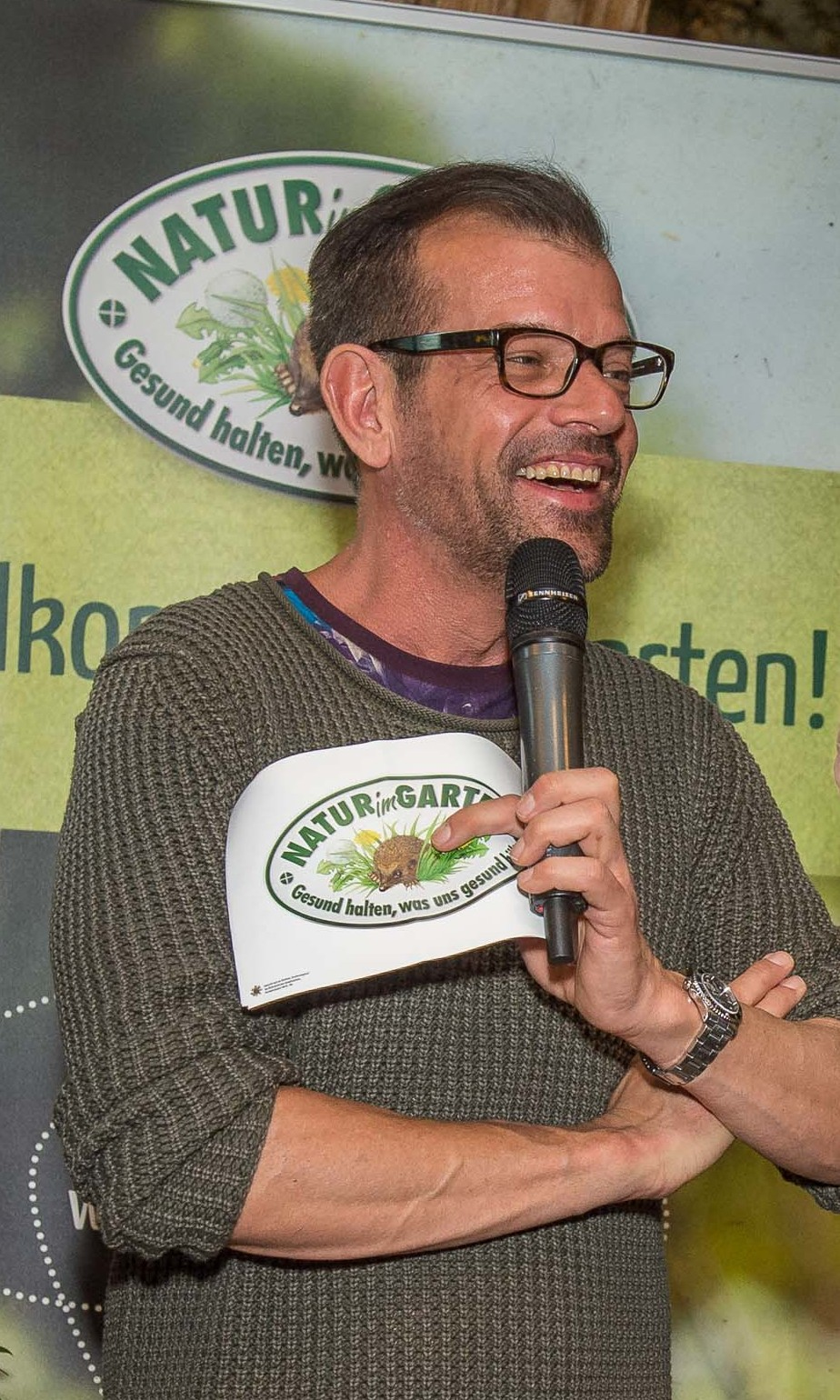
Karl Ploberger (* 1959)

- Plobner, Jan (* 1992), deutscher Politiker (SPD)
- Plobner, Manfred (1938–2024), deutscher Politiker (SPD), MdL
- Plöbst, Walter (1884–1972), deutscher Klassischer Philologe und Bibliothekar

### Ploc
- Ploc, Pavel (* 1964), tschechoslowakischer Skispringer und Politiker, Mitglied des Abgeordnetenhauses
- Ploc, Stefan (1914–2003), österreichischer Fußballtormann
- Plocek, Jaromír (* 1974), tschechischer Fußballspieler
- Plocek, Michal (1994–2016), tschechischer Ruderer
- Ploch, Arthur (* 1874), deutscher Journalist, Publizist und Literaturhistoriker
- Ploch, Friedrich, deutscher Architekt und Bauunternehmer
- Ploch, Jutta (* 1960), deutsche Ruderin
- Ploch, Karl (1792–1872), Landtagsabgeordneter Großherzogtum Hessen
- Ploch, Rudolf (* 1924), deutscher Fußballspieler
- Plochberger, Anton (1823–1890), österreichischer Baumeister
- Plocher, Hermann (1901–1980), deutscher Generalmajor der Luftwaffe der BRD
- Plöchinger, Benno (1917–2006), österreichischer Geologe
- Plöchinger, Silia (* 2003), Schweizer Fussballspielerin
- Plochl, Anna (1804–1885), Frau von Erzherzog JohannAnna Plochl (1804–1885)

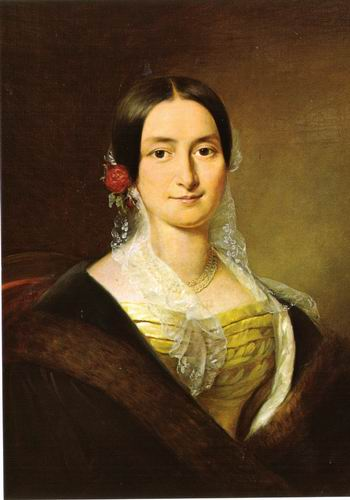
Anna Plochl (1804–1885)

- Plöchl, Gerhardt (1933–2020), österreichischer Jurist und Hochschullehrer
- Plöchl, Josef Maria (1900–1944), österreichischer Chemiker
- Plöchl, Karl (1884–1962), österreichischer Politiker (Landbund), Landtagsabgeordneter im Burgenland
- Plöchl, Lukas (* 1989), österreichischer Rapper
- Plöchl, Renate (* 1962), österreichische Kulturmanagerin
- Plöchl, Willibald (1907–1984), österreichischer Jurist und Hochschullehrer
- Plochmann, Carl Friedrich Richard (1822–1894), deutscher Pfarrer und Schriftsteller
- Plochmann, Richard (1924–1991), deutscher Forstwissenschaftler und Hochschullehrer
- Płocińska, Aleksandra (* 1999), polnische Leichtathletin
- Plock, Albertine (1881–1974), deutsche Lehrerin
- Plock, Christian (* 1809), deutscher Zeichner, Modellierer und Ornamentiker
- Plock, Georg (1865–1930), deutscher Theologe
- Plock, Heinrich (1937–2022), deutscher katholischer Geistlicher
- Plock, Hermann (1858–1920), deutscher Maler des Realismus
- Plock, Jonah (* 1998), Schweizer Ruderer
- Plocke, Kazimierz (* 1958), polnischer Politiker, Mitglied des Sejm
- Plockhorst, Bernhard (1825–1907), deutscher Maler und Grafiker
- Plockhoy, Pieter Corneliszoon, niederländischer Mennonit und Gründer einer Kolonie in Amerika
- Plöckinger, Erwin (1914–1994), österreichischer Montaningenieur
- Plöckinger, Hans (1882–1955), österreichischer Lehrer und Heimatforscher
- Plöckinger, Othmar (* 1965), österreichischer Historiker und Gymnasiallehrer
- Plöckl, Claudia (* 1987), deutsche Schauspielerin

### Plod
- Ploder, Arnulf (1955–2021), österreichischer Schriftsteller
- Ploderer, Martin (* 1959), österreichischer Schauspieler und Sprecher
- Plöderl, Heinz (* 1960), österreichischer Architekt
- Plodková, Jana (* 1981), tschechische Schauspielerin
- Plodprasop Suraswadi (* 1945), thailändischer Politiker
- Plodzicki-Faoagali, Ato (* 1999), samoanischer Boxer
- Płodziszewski, Jerzy (1933–2011), polnischer Radrennfahrer und Radsporttrainer

### Ploe
- Ploeg, Alex (1956–2014), niederländischer Ichthyologe und Lobbyist
- Ploeg, Ellen van der (1923–2013), niederländisches Opfer und Zeitzeugin von Zwangsprostitution
- Ploeg, Johannes van der (1909–2004), niederländischer Alttestamentler und Dominikanerpater
- Ploeg, José van der (* 1958), spanischer Segler
- Ploeg, Tjeerd van der (* 1958), niederländischer Organist
- Ploeger, Andreas (1926–2018), deutscher Hochschullehrer für Medizinische Psychologie
- Ploeger, Friedrich Wilhelm (* 1949), deutscher Militär, Generalleutnant der Luftwaffe
- Ploeger, Heiko (1898–1944), deutscher Metallarbeiter und Opfer des Nationalsozialismus
- Ploeger, Roland (1928–2004), deutscher Komponist
- Ploegh, Hidde (* 1953), niederländischer Immunologe
- Ploenchit, Saen Sor (* 1972), thailändischer Boxer im Fliegengewicht
- Ploennies, Erich Philipp (1672–1751), deutscher Mathematiker und Kartograph
- Ploennies, Gotthard (1657–1726), deutscher Jurist, Ratsherr in Lübeck
- Ploennies, Wilhelm von (1828–1871), deutscher Militärschriftsteller und Übersetzer
- Ploeser, Walter C. (1907–1993), US-amerikanischer Politiker
- Ploeșteanu, Silviu (1913–1969), rumänischer Fußballspieler und -trainer
- Ploetz, Albert von (1803–1876), preußischer Gutsbesitzer, Landrat und Politiker
- Ploetz, Alfred (1860–1940), deutscher Arzt und EugenikerAlfred Ploetz (1860–1940)

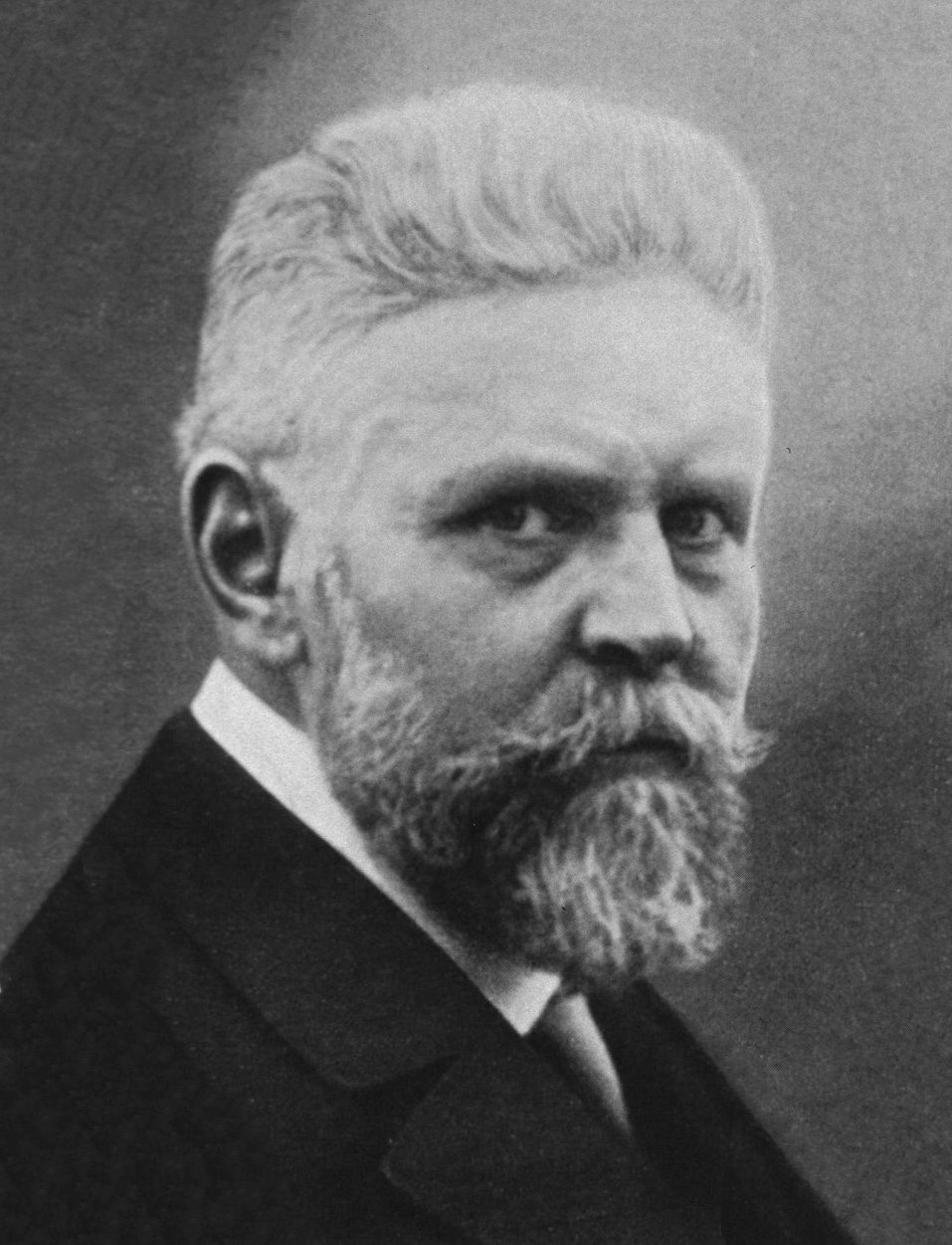
Alfred Ploetz (1860–1940)

- Ploetz, Berthold von (1844–1898), deutscher Politiker, MdR
- Ploetz, Christian Friedrich Wilhelm von (1745–1816), preußischer Generalleutnant, Kommandant von Stettin
- Ploetz, Dagmar (* 1946), deutsche Übersetzerin
- Ploetz, Dietrich von (1909–1944), deutscher Jurist und Kommunalpolitiker
- Ploetz, Egon von (1880–1964), deutscher Generalmajor
- Ploetz, Ferdinand von (1801–1886), preußischer Generalleutnant
- Ploetz, Franz Heinrich Christian von (1741–1819), preußischer Generalleutnant, Chef des Infanterieregiments Nr. 42, Gouverneur von Warschau
- Ploetz, Hans von (1904–1993), hessischer Politiker (FDP), MdL und General der Bundeswehr
- Ploetz, Hans-Friedrich von (* 1940), deutscher Botschafter
- Ploetz, Hermann (1870–1946), deutscher Schriftsteller und Kunstkritiker
- Ploetz, Karl (1819–1881), deutscher Schulbuchautor
- Ploetz, Klaus von (* 1950), deutscher Psychotherapeut, Psychiater und Neurologe und Philosoph
- Ploetz, Paul, deutscher Fußballspieler
- Ploetz, Paul von (1839–1915), preußischer Gutsbesitzer und Politiker
- Ploetz, Paul von (1847–1930), preußischer General der Infanterie, Politiker
- Ploetz, Rudolf von (1825–1898), preußischer Generalmajor
- Ploetz, Wilhelm von (1825–1885), preußischer Generalleutnant
- Ploetz, Yvonne (* 1984), deutsche Politikerin (Die Linke, SPD), MdB

### Plof
- Plofker, Kim (* 1964), US-amerikanische Mathematikhistorikerin

### Plog
- Plog, Jobst (* 1941), deutscher Jurist und Intendant des NDRJobst Plog (* 1941)

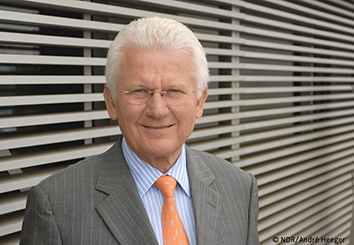
Jobst Plog (* 1941)

- Plog, Max (* 1976), deutscher Jurist, Richter am Bundesverwaltungsgericht
- Plog, Wilhelm (1903–1986), deutscher Publizist und Chefredakteur der Hannoverschen Allgemeinen Zeitung
- Plöger, Angela (* 1942), deutsche Übersetzerin
- Plöger, Hanns-Ekkehard (1938–2005), deutscher Rechtsanwalt und Notar
- Plöger, Heinz (1929–2002), deutscher SED-Funktionär
- Plöger, Josef (1923–2005), deutscher Geistlicher, Weihbischof in Köln
- Plöger, Otto (1910–1999), deutscher evangelischer Theologe und Hochschullehrer
- Plöger, Stefan (* 1958), deutscher Psychotherapeut und Autor
- Plöger, Sven (* 1967), deutscher Meteorologe und ModeratorSven Plöger (* 1967)

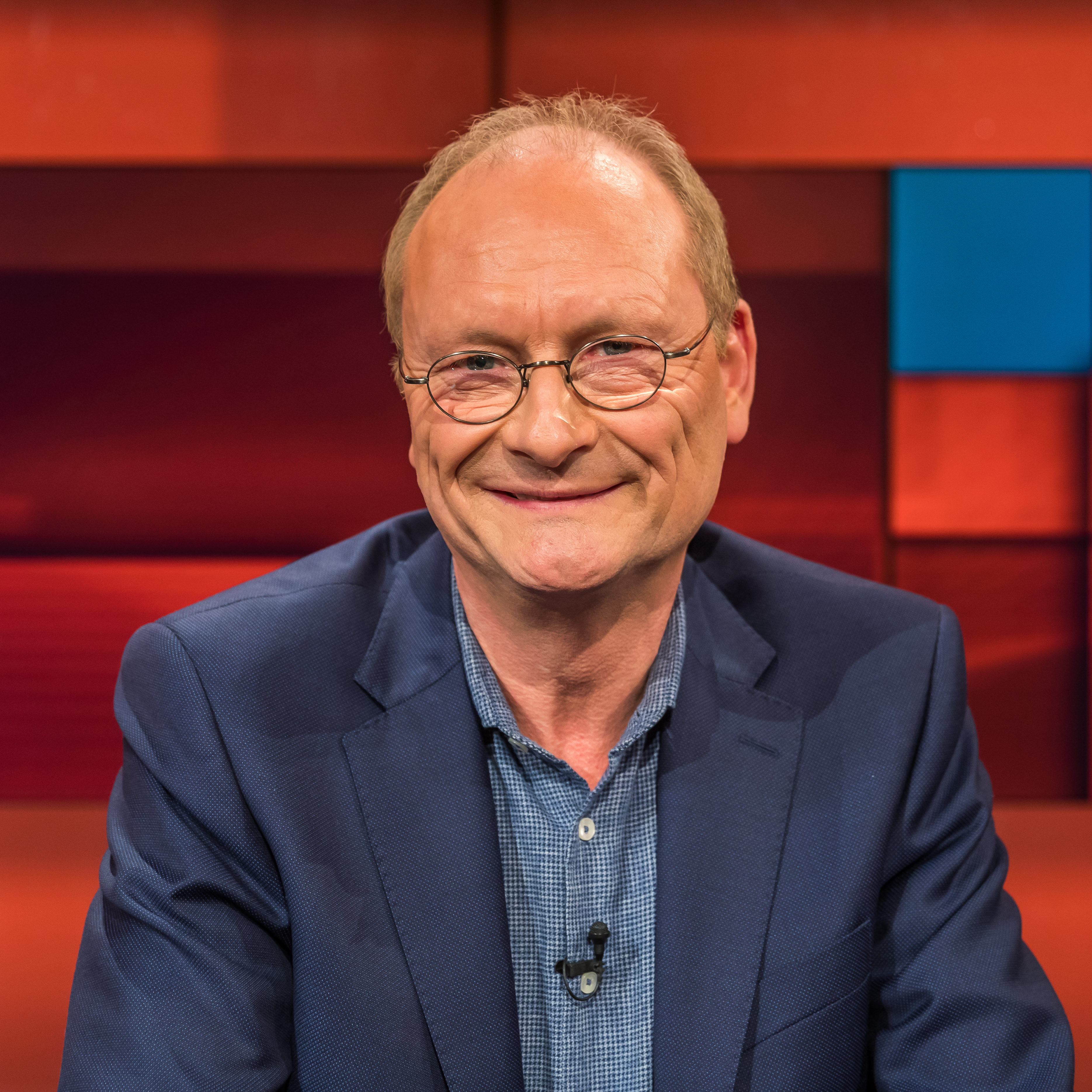
Sven Plöger (* 1967)

- Plögert, Donato (* 1967), deutscher Sänger, Liedtexter, Schauspieler und Autor
- Ploghaus, Klaus (1956–2022), deutscher Leichtathlet und Olympiamedaillengewinner
- Ploghaus, Nina, deutsche Moderatorin
- Plogmann, Luca (* 2000), deutscher Fußballtorhüter
- Plogojowitz, Peter († 1725), serbischer Bauer und angeblicher Vampir
- Plogstedt, Ole (* 1968), deutscher (Fernseh-)Koch
- Plogstedt, Sibylle (* 1945), deutsche Autorin, Journalistin
- Plogsties, Jochen (* 1974), deutscher Maler

### Ploh
- Plohberger, Stefan (1898–1977), österreichischer römisch-katholischer Geistlicher, Zisterzienser, Forstmeister und Gegner des Nationalsozialismus
- Plöhn, Jürgen (* 1957), deutscher Politikwissenschaftler
- Plohnke, Albert (1925–2009), deutscher Technischer Betriebsleiter, „Brückenbauer zwischen Blinden und Sehenden“

### Ploi
- Ploier, Andreas (* 1997), österreichischer Skirennläufer
- Ploier, Eduard (1930–1998), österreichischer Erwachsenenbildner

### Ploj
- Ploj, Alen (* 1992), slowenischer Fußballspieler
- Ploj, Aljaž (* 1998), slowenischer Fußballspieler
- Ploj, Friedrich (1862–1944), österreichischer bzw. jugoslawischer Politiker
- Plojer, Patrick (* 2001), österreichischer Fußballspieler
- Plojhar, Josef (1902–1981), tschechoslowakischer katholischer Priester, Politiker und Autor

### Plok
- Plokhy, Serhii (* 1957), ukrainisch-amerikanischer Historiker und HochschullehrerSerhii Plokhy (* 1957)

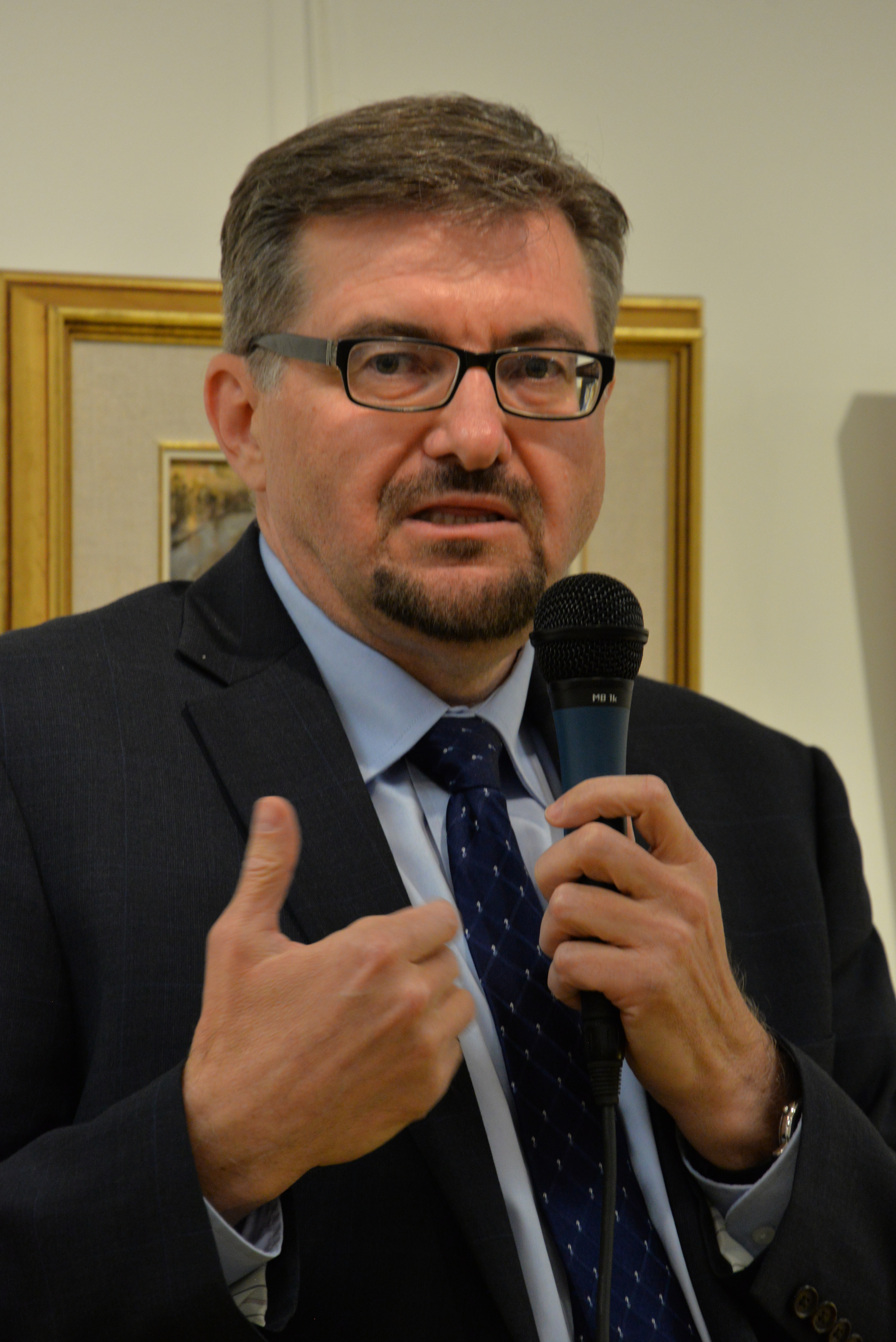
Serhii Plokhy (* 1957)

- Płokszto, Artur (* 1961), litauischer Politiker

### Plom
- Plomer, William (1903–1973), südafrikanisch-britischer Schriftsteller
- Plomin, Karl (1904–1986), deutscher Gartenarchitekt
- Plomin, Robert (* 1948), US-amerikanischer Psychologe und Genetiker
- Plommer, Anna (1836–1890), österreichische Malerin
- Plomp, Gerrit (* 1963), niederländischer Fußballspieler

### Plon
- Plön, Fritz (1906–1944), deutscher Kommunist und Widerstandskämpfer gegen den Nationalsozialismus
- Płonczyński, Andrzej (1936–2021), polnischer Pianist, Arrangeur und Komponist
- Ploner, Alex (* 1969), italienischer Journalist, Eventmanager und Politiker (Südtirol)
- Ploner, Alexander (* 1978), italienischer Skirennläufer
- Ploner, Andreas (* 1993), österreichischer Snookerspieler
- Ploner, Franz (* 1954), italienischer Arzt und Politiker (Südtirol)
- Ploner, Giuseppe (* 1959), italienischer Skilangläufer
- Ploner, Jean-Georges (* 1956), französischer Unternehmer, Berater, Hospitality-Experte und Autor
- Ploner, Josef Eduard (1894–1955), österreichischer Lehrer, Chorleiter, Organist und Komponist
- Ploner, Sabine (* 1967), österreichische Badmintonspielerin
- Ploner, Sigrun (* 1972), österreichische Badmintonspielerin
- Plönes, Heinrich (1885–1956), deutscher Pädagoge und Schriftsteller
- Plönies, Anna Maria (1592–1677), Äbtissin in Vinnenberg
- Plönissen, Dirk (* 1967), deutscher Schauspieler
- Plonka, Uwe, deutscher Basketballfunktionär
- Plonka-Hoch, Gerlind (* 1966), deutsche Mathematikerin und Hochschullehrerin
- Plonner, Leonhard (1866–1942), deutscher Bürgermeister
- Plönnies, Friedrich (1607–1686), deutscher Jurist und Lübecker Ratsherr
- Plönnies, Heinrich († 1580), Bürgermeister der Hansestadt Lübeck
- Plönnies, Hermann († 1533), Bürgermeister der Hansestadt Lübeck
- Plönnies, Luise von (1803–1872), deutsche Dichterin, Autorin und Übersetzerin
- Plonske, Eva Marie (* 1976), deutsche Politikerin (Bündnis 90/Die Grünen), MdA
- Plonsker, Romina (* 1988), deutsche Politikerin (CDU)
- Plonski, Heinrich von (1802–1880), preußischer General der Infanterie
- Plontke, Paul (1884–1966), deutscher Grafiker, Kirchenmaler, Maler, Plakatkünstler und Kunstprofessor
- Plönzke, Klaus Christian (* 1936), deutscher IT-Unternehmer

### Ploo
- Ploog, Arthur (1904–1993), deutscher Schulbuchverleger
- Ploog, Detlev (1920–2005), deutscher Psychiater, Primatenforscher und Anthropologe
- Ploog, Dick (1936–2002), australischer Bahnradsportler
- Ploog, Günter-Peter (1948–2016), deutscher Sportjournalist und TV-Produzent
- Ploog, Iris (* 1979), deutsche Kommunalpolitikerin (SPD), Bürgermeisterin von EckernfördeIris Ploog (* 1979)

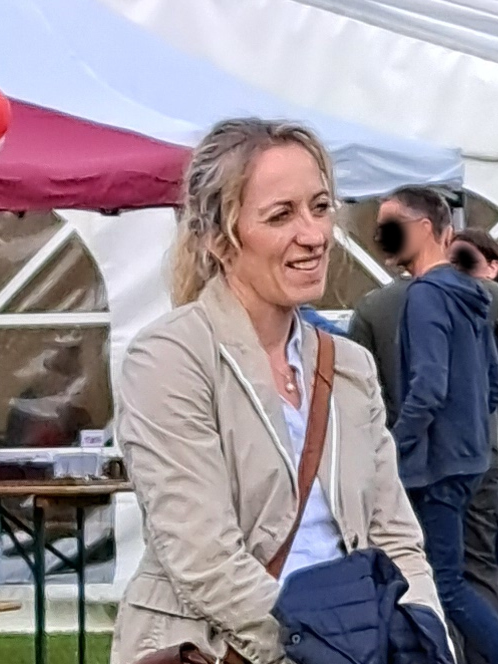
Iris Ploog (* 1979)

- Ploog, Jürgen (1935–2020), deutscher Schriftsteller und Publizist
- Ploog, Klaus (* 1941), deutscher Hochschullehrer, Physiker und Chemiker
- Ploog, Wilhelm (1873–1970), deutscher Gewerkschafter
- Ploog, Wolfhard (* 1942), deutscher Politiker (CDU), MdHB
- Ploom, Ülar (* 1955), estnischer Literaturwissenschaftler und Dichter
- Plooy, Robert Abraham Du (* 1921), südafrikanischer Botschafter

### Plop
- Ploppa, Hermann (* 1953), deutscher Publizist

### Ploq
- Ploquin, Raoul (1900–1992), französischer Filmproduzent, Regisseur und Verbandsfunktionär
- Ploquin, Yohann (* 1978), französischer Handballspieler

### Plor
- Plorin, Eugen (1901–1943), deutscher Politiker (NSDAP), MdR

### Plos
- Plös, Wilhelm (1893–1971), deutscher Politiker (BHE), MdL
- Płosaj, Nikol (* 1996), polnische Radsportlerin
- Ploscaru, Ioan (1911–1998), rumänischer Priester, Bischof von Lugoj
- Płoska, Janina (1880–1945), polnische Malerin
- Płoski, Tadeusz (1956–2010), polnischer Geistlicher, Militärbischof der polnischen Streitkräfte
- Ploskonossow, Dmitri Igorewitsch (* 1989), russischer Skilangläufer
- Ploskov, Tali (* 1962), israelische Politikerin
- Ploß, Christoph (* 1985), deutscher Politiker (CDU), MdBChristoph Ploß (* 1985)

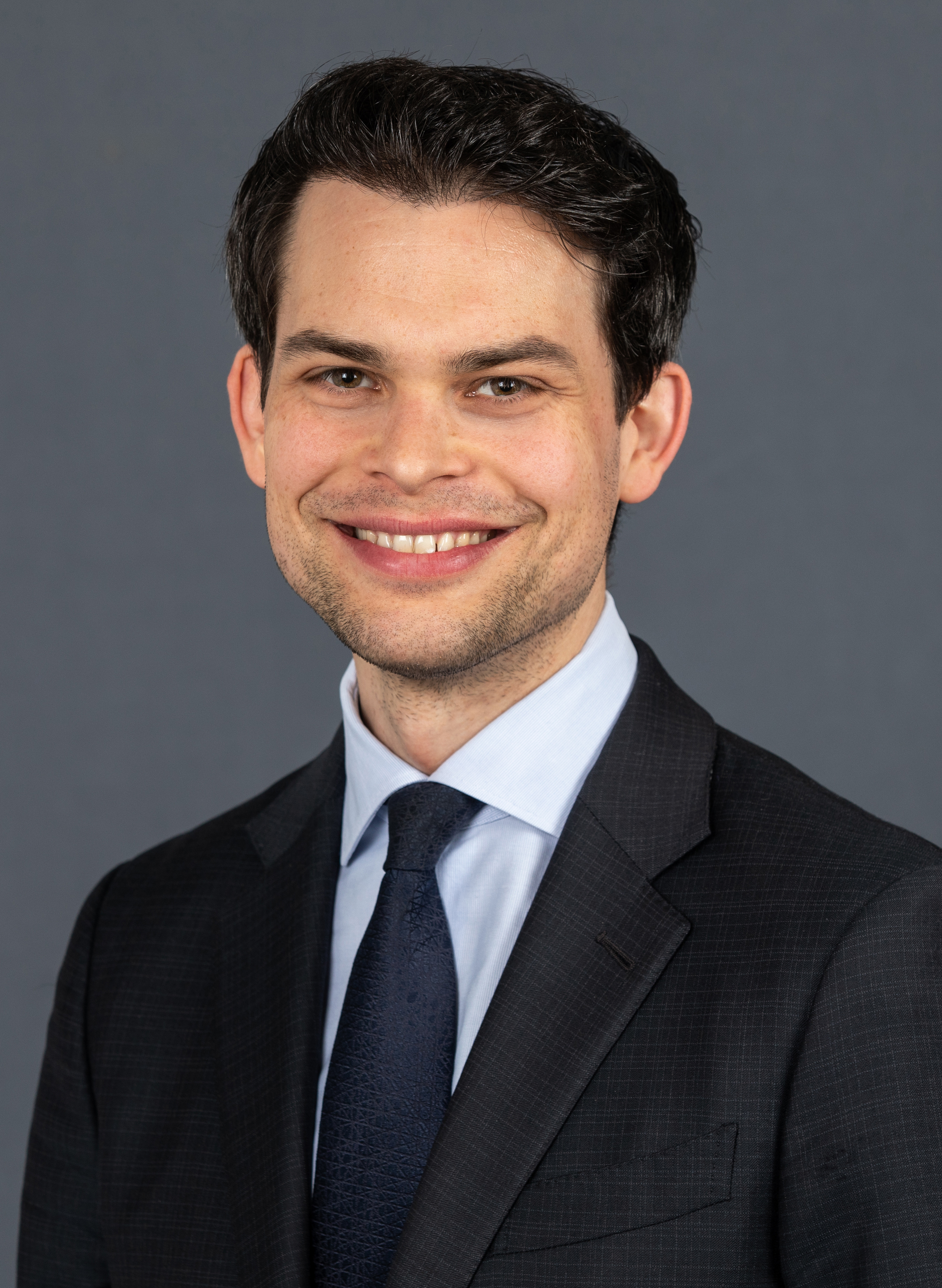
Christoph Ploß (* 1985)

- Ploß, Günter (* 1947), deutscher Gewerkschafter und Sportfunktionär
- Ploss, Hermann Heinrich (1819–1885), deutscher Gynäkologe und Anthropologe
- Ploss, Oliver (* 1968), deutscher Apotheker und Heilpraktiker
- Ploss, Reinhard (* 1955), deutscher Manager
- Plößel, Thomas (* 1988), deutscher Segler
- Plosser, Charles (* 1948), US-amerikanischer Wirtschaftswissenschaftler und Zentralbanker
- Plösser, Fritz (* 1970), deutscher Boxer
- Plößl, Simon (1794–1868), österreichischer Optiker
- Plósz, Sándor (1846–1925), ungarischer Politiker, Jurist, Dozent und Justizminister
- Płoszaj, Zenon (1924–2003), polnischer Geiger und Musikpädagoge
- Ploszek, Pete (* 1987), US-amerikanischer Schauspieler

### Plot
- Plot, Robert (1640–1696), englischer Naturforscher und Hochschullehrer
- Plotho, Carl von (1780–1820), preußischer Oberstleutnant der Infanterie sowie Militärhistoriker und Schriftsteller
- Plotho, Carl von (1827–1886), preußischer Landrat im Kreis Jerichow I (1856–1886) der Provinz Sachsen
- Plotho, Elisabeth von (1853–1952), deutsche Frau, Vorbild für Theodor Fontanes Effi Briest
- Plotho, Erich Christoph von (1707–1788), preußischer Diplomat und Regierungspräsident
- Plotho, Franz Philipp von (1657–1714), preußischer Generalmajor
- Plotho, Friedrich Franz Ernst von (1698–1766), preußischer Oberst, Chef des Garnisonsregiments Nr. 4 und Ritter des Pour le Mérite
- Plotho, Gebhard Siegfried von (1632–1689), kursächsischer Generalmajor
- Plotho, Ludwig Otto von (1663–1731), preußischer Justizminister
- Plotho, Manfred von (1908–1987), deutscher Offizier
- Plotho, Wilhelm Julius von (1728–1802), preußischer Generalmajor, Kommandant der Plassenburg
- Plotho, Wolfgang von (1849–1926), deutscher Rittergutsbesitzer, Verwaltungsbeamter und Schriftsteller
- Plotho, Wolfgang von (1879–1946), deutscher Generalleutnant der Wehrmacht
- Plothow, Anna (1853–1924), deutsche Vorkämpferin in der Frauenbewegung, Gründerin von Kinderhorten und anderen sozialen Einrichtungen sowie Schriftstellerin
- Plotin (205–270), antiker griechischer PhilosophPlotin (205–270)

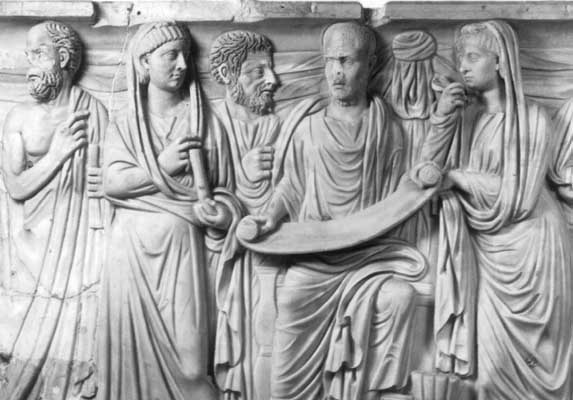
Plotin (205–270)

- Plotina, Frau des römischen Kaisers Trajan
- Plotius Anteros, Quintus, antiker römischer Steinschneider
- Plotius Faustus, Marcus, römischer Offizier (Kaiserzeit)
- Plotius Felix, Quintus, antiker römischer Steinschneider
- Plotius Grypus, Lucius, römischer Ritter (Kaiserzeit)
- Plotius Nicephorus, Quintus, antiker römischer Steinschneider
- Plotius Romanus, Publius, römischer Suffektkonsul
- Plotius Tucca, römischer Herausgeber
- Plotizyna, Hanna (* 1987), ukrainische Hürdenläuferin
- Plotka, Wolfgang (* 1941), deutscher Eishockeyspieler
- Plotke, Olaf (* 1974), deutscher Sachbuchautor und Journalist
- Plotke, Seraina (1972–2020), Schweizer germanistische Mediävistin und Neulatinistin
- Plotkin, Gordon (* 1946), britischer Informatiker
- Plotkin, Stanley (* 1932), US-amerikanischer Mediziner
- Plotnarek, Franz (1904–1943), österreichischer kommunistischer Funktionär und Widerstandskämpfer gegen das NS-Regime im Zweiten Weltkrieg
- Plötner, Jens (* 1967), deutscher DiplomatJens Plötner (* 1967)

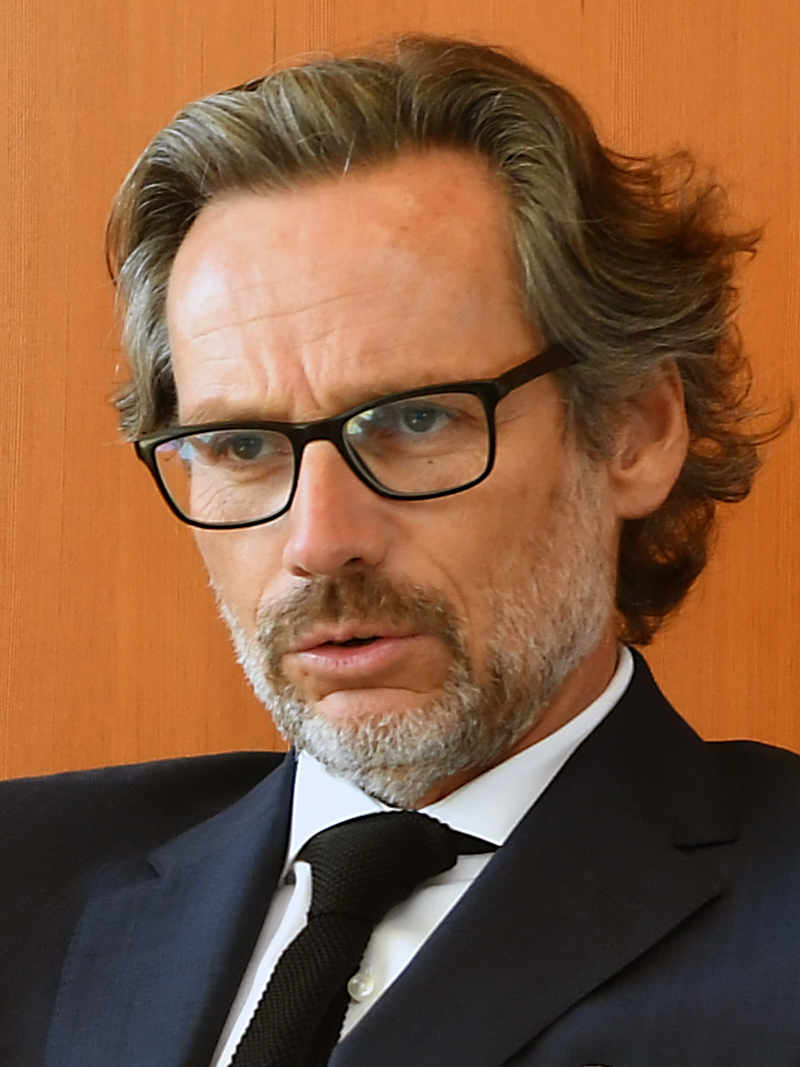
Jens Plötner (* 1967)

- Plötner, Joachim (1934–1975), deutscher Dramaturg und Autor
- Plötner, Katrin (* 1985), deutsche Theaterregisseurin
- Plötner, Kurt (1905–1984), deutscher KZ-Arzt
- Plötner, Nils (* 1989), deutscher Straßenradrennfahrer
- Plötner, Ralf (* 1983), deutscher Politiker (Die Linke)
- Plotnick, Jack (* 1968), US-amerikanischer Schauspieler
- Płotnicka, Frumka (1914–1943), polnische Widerstandskämpferin
- Plotnikow, Boris Grigorjewitsch (1949–2020), russischer Schauspieler
- Plotnikow, Daniil (* 2001), kasachischer Kugelstoßer
- Plotnikow, Iwan Stepanowitsch (1878–1955), russischer Chemiker
- Plotnikow, Nikolai Wladimirowitsch (* 1960), sowjetisch-russischer KGB- und FSB-Offizier
- Plotnikow, Pawel Michailowitsch (1917–2015), sowjetisch-russischer Generalleutnant und Held der Sowjetunion
- Plotnikow, Sergei Sergejewitsch (* 1990), russischer Eishockeyspieler
- Plotnikow, Wladimir (* 1986), kasachischer Fußballspieler
- Plotnikowa, Oksana (* 1971), ukrainische Ökonomin und Politikerin
- Plotnizki, Igor Wenediktowitsch (* 1964), ukrainischer RebellenführerIgor Wenediktowitsch Plotnizki (* 1964)

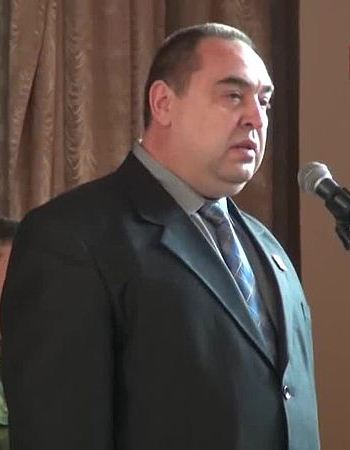
Igor Wenediktowitsch Plotnizki (* 1964)

- Plott, Charles R. (* 1938), US-amerikanischer Ökonom
- Plott, Sean (* 1986), US-amerikanischer E-Sportler
- Plotti, Alessandro (1932–2015), italienischer Geistlicher, Erzbischof von Pisa
- Plottke, Wolfgang (1948–2024), deutscher Ruderer
- Plottnitz, Cornelia-Katrin von (* 1943), deutsche Pädagogin, Schriftstellerin, Regisseurin und Lokalpolitikerin
- Plottnitz, Rupert von (* 1940), deutscher Jurist und Politiker (B’90/Grüne), MdL, hessischer StaatsministerRupert von Plottnitz (* 1940)

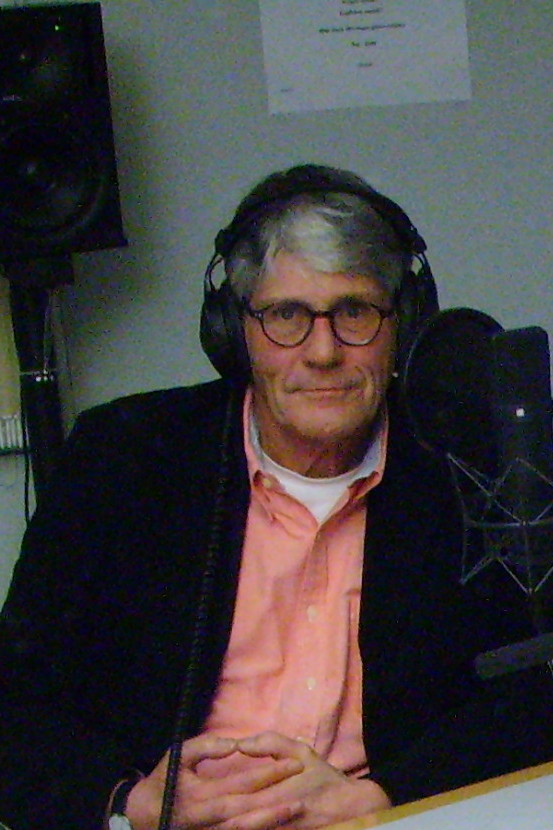
Rupert von Plottnitz (* 1940)

- Plotyczer, Mark (* 1987), britischer Volleyballspieler brasilianischer Herkunft
- Plötz, Arthur (* 1906), deutscher Ingenieur und Mitglied der Volkskammer der DDR
- Plötz, Carl (1814–1886), deutscher Entomologe
- Plötz, Christian Sigismund (1657–1715), sächsischer Generalleutnant der Kavallerie
- Plötz, Emil (* 1884), deutscher Lehrer, Heimatforscher und Soldat
- Plötz, Felix (* 1983), deutscher Autor, Unternehmer und Vortragsredner
- Plötz, Hans Heinrich (1747–1830), deutscher Miniaturmaler, Porträtzeichner und Erfinder von Präzisionsinstrumenten
- Plötz, Hans-Joachim (* 1944), deutscher Tennisspieler
- Plötz, Johann Ernst von (1708–1782), königlich preußischer Oberst, Chef eines Grenadier-Bataillons später Chef des Kadettenkorps sowie Amtshauptmann von Balga
- Plotz, Jürgen (1916–1990), deutscher Gynäkologe und Hochschullehrer
- Plötz, Karl Christoph von (1711–1776), preußischer Generalmajor, Chef des Infanterie-Regiments Nr. 22, Amtshauptmann zu Bublitz
- Plötz, Kirsten (* 1964), deutsche Historikerin und Autorin
- Plötz, Wolfgang (1836–1896), Braumeister
- Plotze, Borchard († 1452), deutscher römisch-katholischer Theologe, Hochschullehrer und Rektor der Universität Rostock
- Plötze, Ernst (1902–1984), deutscher Physiker und Hochschullehrer
- Plotzitzka, Iris (1966–2024), deutsche Leichtathletin
- Plotzke, Urban (1907–1983), deutscher Dominikaner und Kölner Domprediger
- Plotzke, Wolfram (1908–1954), deutscher Dominikaner und Kunstmaler
- Plotzki, Nina (* 1977), deutsche Jazz-Sängerin, Musikerin, Komponistin, Sprecherin und Geschäftsführerin des Tonstudios Eliton-Musik

### Plou
- Ploucquet, Christoph Friedrich (1781–1844), deutscher Schönfärber und Tuchmacher
- Ploucquet, Gottfried (1716–1790), deutscher Philosoph und Logiker
- Ploucquet, Hermann (1816–1878), deutscher Tierpräparator
- Ploucquet, Wilhelm Gottfried (1744–1814), württembergischer Arzt und Rektor der Universität Tübingen
- Plouda, Walther (1877–1954), deutscher Politiker (DVP, Ordnungsbund), MdL
- Plouda-Stecher, Rut (* 1948), schweizerische Schriftstellerin rätoromanischer Sprache
- Ploué, Jean-Pierre (* 1962), französischer Automobildesigner
- Plouffe, David (* 1967), US-amerikanischer WahlkampfberaterDavid Plouffe (* 1967)

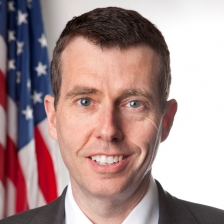
David Plouffe (* 1967)

- Plouffe, Éva (* 1877), kanadische Pianistin und Komponistin
- Plouffe, Jean-Louis (* 1940), kanadischer römisch-katholischer Geistlicher und emeritierter Bischof von Sault Sainte Marie
- Plouffe, Maeve (* 1999), australische Radsportlerin
- Plouffe, Simon (* 1956), kanadischer Mathematiker
- Ploug, Bjørn (1912–1996), dänischer Schauspieler
- Ploug, Carl (1813–1894), dänischer Lyriker, Journalist und Politiker
- Ploug, Mikkel (* 1978), dänischer Jazzmusiker (Gitarre, Komposition)
- Plouhinec, Samuel (* 1976), französischer Radrennfahrer
- Ploumbidis, Nikos (1902–1954), griechischer Kommunist und Widerstandskämpfer
- Ploumen, Lilianne (* 1962), niederländische Politikerin
- Plourde, Derrick (1971–2005), US-amerikanischer Schlagzeuger
- Plourde, Joseph-Aurèle (1915–2013), kanadischer Geistlicher, römisch-katholischer Erzbischof von Ottawa
- Plourde, Simone (* 2000), kanadische Leichtathletin
- Ploutsis, Dalibor (* 1976), tschechoslowakisch-griechischer Eishockeytorwart
- Plouvier, Edouard (1821–1876), französischer Dramatiker und Librettist

### Plov
- Plovie, Magali (* 1976), belgische Politikerin und Richterin

### Plow
- Plowden, Edwin, Baron Plowden (1907–2001), britischer Industrieller und Beamter in der HM Treasury
- Plowden, Walter (1820–1860), britischer Diplomat, erster britischer Konsul in Abessinien
- Plowes, Darrel Charles Herbert (1925–2016), südafrikanischer Naturforscher und Botaniker
- Plowman, Anna-Louise (* 1972), US-amerikanische SchauspielerinAnna-Louise Plowman (* 1972)

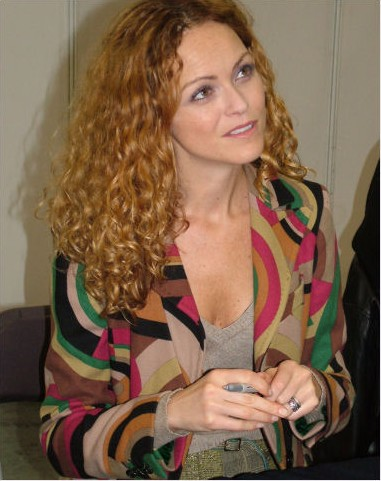
Anna-Louise Plowman (* 1972)

- Plowman, Martin (* 1987), britischer Automobilrennfahrer
- Plowman, Thomas S. (1843–1919), US-amerikanischer Soldat, Bankier und Politiker
- Plowman, Timothy (1944–1989), US-amerikanischer Botaniker
- Plowright, Jensen (* 1998), australischer Radrennfahrer
- Plowright, Joan (1929–2025), britische Schauspielerin
- Plowright, Walter (1923–2010), britischer Veterinär

### Ploy
- Pløyen, Christian (1803–1867), dänischer Jurist und hoher Regierungsbeamter
- Ployer, Barbara (1765–1811), österreichische Pianistin
- Ployhar, James D. (1926–2007), US-amerikanischer Komponist und Dirigent

### Ploz
- Plozkaja, Jelena Andrejewna (* 1983), russische Biathletin
- Plozner Mentil, Maria (1884–1916), italienische militärische Lastenträgerin